# Ali Landry
Ali Landry (Breaux Bridge, 21 juli 1973) is een Amerikaans model en actrice. Ze werd in 1996 Miss USA.

## Biografie
Ali Landry werd in 1973 geboren in Breaux Bridge in de Amerikaanse staat Louisiana en is van Frans-Spaanse afkomst. In 1991 voltooide ze haar middelbare school. Ze studeerde massacommunicatie aan de University of Southwestern Louisiana. Eerder, in 1990, won Landry de Miss Louisiana Teen USA-verkiezing. In juli van datzelfde jaar werd ze zevende in de Miss Teen USA-verkiezing. In 1995 won ze wel de Miss Louisiana USA 1996-verkiezing. In februari 1996 won ze nationale Miss USA-verkiezing in Los Angeles. in mei dat jaar nam ze deel aan de Miss Universe-verkiezing die in Las Vegas werd gehouden waar ze als zesde eindigde.
Na de missverkiezingen werd Landry model. Ze werd het gezicht van chipsmerk Doritos en werd in 1998 tot de vijftig mooiste mensen van de wereld gerekend door het magazine People. Ook haar film- en televisiecarrière ging van start met een gastoptreden in de televisieserie Clueless in 1997. In 2002 had ze een hoofdrol in de komedie Repli-Kate en in 2006 in de film Bella.
Op 24 april 2004 huwde Landry met acteur Mario Lopez die ze op de Miss Teen USA 1998-verkiezing had ontmoet. Twee weken later werd het huwelijk geannuleerd wegens vermeende ontrouw van Lopez. Op 8 april 2006 trouwde ze met de Mexicaanse filmregisseur Alejandro Gomez Monteverde die de film Bella regisseerde. Ze hebben samen een dochter en twee zoons.

## Filmografie
- Biblioteca Nacional de España: XX1518505
- Bibliothèque nationale de France: cb15038696x (data)
- Catàleg d'autoritats de noms i títols de Catalunya: 981058510064206706
- International Standard Name Identifier: 0000 0001 1440 6675
- Library of Congress Control Number: no2008159130
- Nationale Bibliotheek van Tsjechië: pna2006322500
- Virtual International Authority File: 29814366
- WorldCat: E39PBJmTpRCkqgbK3jGRJXymVC